# AgustaWestland AW609
AgustaWestland AW609 (Leonardo AW609) – amerykańsko-włoski zmiennowirnikowiec pionowego i/lub krótkiego startu i lądowania.
AW609 łączy prędkość, zasięg i komfort samolotu z wygodą i elastycznością helikoptera. Przewidziany jest do transportu prywatnego np. w celach biznesowych, zastosowania w transporcie medycznym i akcjach ratowniczych.

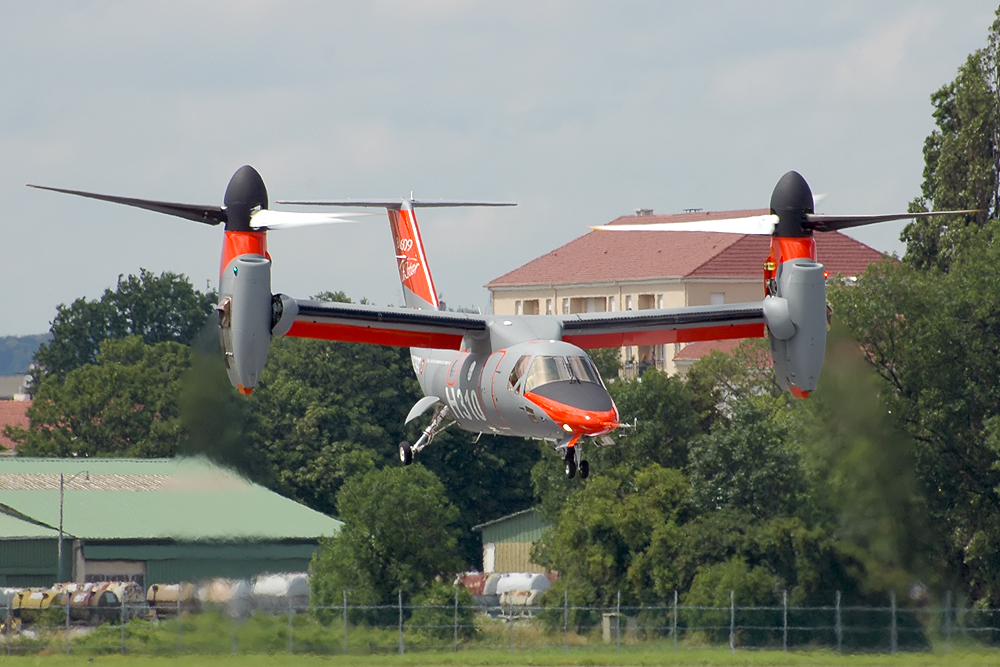
BA609 w konfiguracji helikoptera

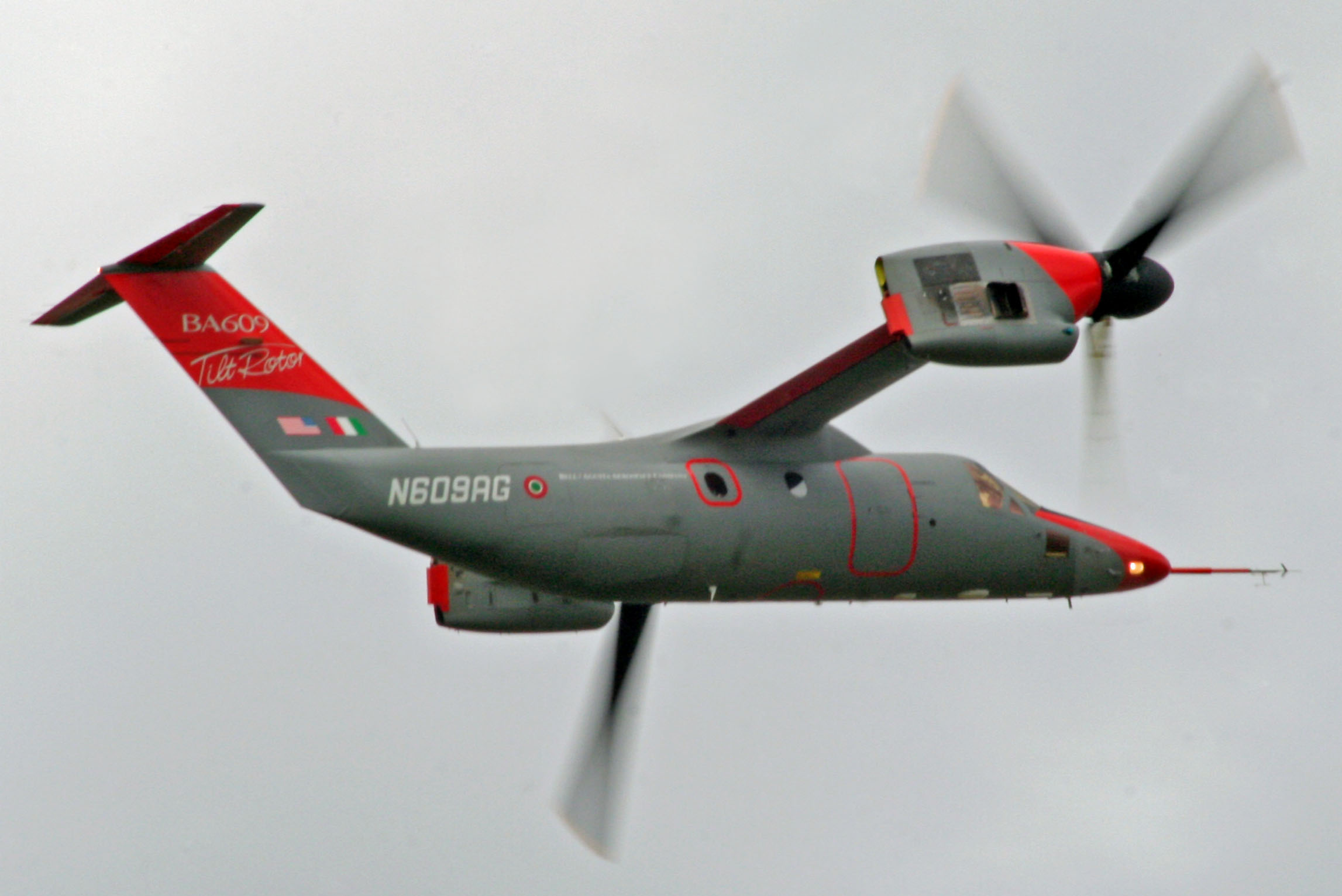
BA609 w konfiguracji samolotu na Farnborough International Airshow w 2008

## Historia
Pod koniec 1996 roku firma Bell-Boeing przedstawiła koncepcję cywilnego samolotu z wirnikiem uchylnym D-600. Pierwszy lot BB609 był planowany w 1999 roku z dostawą w 2001 roku. We wrześniu 1998 roku Bell i Agusta ogłosili, że będą kontynuować projekt pod nazwą BA609.
Dwa wypadki z udziałem samolotu V-22 Osprey, w których zginęło 23 osoby w kwietniu i grudniu 2000 roku, opóźniły realizację AW609, technicznie pokrewnego z V-22. Pierwsze testy naziemne samolotu BA609 rozpoczęły się ostatecznie 6 grudnia 2002 roku. Pierwszy lot odbył się 7 marca 2003 w Arlington (Teksas) i prowadziło go dwóch pilotów. Samolot jest przeznaczony dla jednej lub dwóch osób załogi i maksymalnie dziewięciu pasażerów. Od 2011 roku projektem zarządza AgustaWestland.
Z powodu problemów rozwojowych z samolotem V-22 Osprey również projekt AW609 był wielokrotnie odkładany. W 2014 roku w Teksasie pod nadzorem Federalnej Administracji Lotnictwa odbyły się udane testy autorotacji.
15 kwietnia 2016 wznowiono testy pierwszego prototypu (A/C1). 4 maja 2016 w Cascina Costa (Włochy) odbył się pierwszy lot trzeciego prototypu (A/C3). 23 grudnia 2019 roku w Filadelfii oblatano czwarty prototyp, zbudowany już w konfiguracji seryjnej, zaś pierwszy seryjny egzemplarz oblatano 13 października 2022.
Cywilny tiltrotor AW609 pozostaje w trakcie testów do uzyskania amerykańskiego certyfikatu typu.

## Wypadki
30 października 2015, roku drugi z dwóch prototypów (N609AG), który został oblatany w 2006 roku, rozbił się w pobliżu zakładu AgustaWestland w Vergiate w północno-zachodnich Włoszech. Zginęło dwóch pilotów testowych Pietro Venanzi i Herb Moran.